# مايك أندرسون (لاعب كرة قدم كندية)
مايك أندرسون هو لاعب كرة قدم كندية كندي، ولد في 15 أغسطس 1961 في ريجاينا في كندا.